# Ullareds socken
Ullareds socken i Halland ingick i Faurås härad, ingår sedan 1971 i Falkenbergs kommun och motsvarar från 2016 Ullareds distrikt.
Socknens areal är 55,33 kvadratkilometer, varav 52,24 land. År 2000 fanns här 1 085 invånare. Tätorten Ullared med sockenkyrkan Ullareds kyrka ligger i socknen. 

## Administrativ historik
Ullareds socken har medeltida ursprung.
Vid kommunreformen 1862 övergick socknens ansvar för de kyrkliga frågorna till Ullareds församling och för de borgerliga frågorna till Ullareds landskommun. Landskommunen utökades 1952 och uppgick 1971 i Falkenbergs kommun.
1 januari 2016 inrättades distriktet Ullared, med samma omfattning som församlingen hade 1999/2000.  
Socknen har tillhört fögderier och domsagor enligt Faurås härad. De indelta båtsmännen tillhörde Norra Hallands första båtsmanskompani.

## Geografi
Ullareds socken ligger kring Högvadsån. Socknen består av smala dalbygder omgivna av skogs- och bergsbygder. Största insjö är Hjärtaredsjön.

## Fornlämningar
Från bronsåldern och äldre järnåldern finns gravar och en domarring.

## Namnet
Namnet (1330-talet Vllaryth) kommer från kyrkbyn. Förleden är mansnamnet Ulli. Efterleden  är ryd, 'röjning'. ändelsen sjö används från början av 1700-talet.

## Befolkningsutveckling
| Befolkningsutvecklingen i Ullareds socken 1750–1990                                                     | Befolkningsutvecklingen i Ullareds socken 1750–1990 | Befolkningsutvecklingen i Ullareds socken 1750–1990 | Befolkningsutvecklingen i Ullareds socken 1750–1990 | Befolkningsutvecklingen i Ullareds socken 1750–1990 |
| --- | --------------------------------------------------- | --------------------------------------------------- | --------------------------------------------------- | --------------------------------------------------- |
| |                                                     |                                                     |                                                     |                                                     |
| År |                                                     |                                                     | Folkmängd                                           |                                                     |
| 1750 | 1750                                                |                                                     | 406                                                 |                                                     |
| 1760 | 1760                                                |                                                     | 429                                                 |                                                     |
| 1769 | 1769                                                |                                                     | 354                                                 |                                                     |
| 1780 | 1780                                                |                                                     | 464                                                 |                                                     |
| 1800 | 1800                                                |                                                     | 505                                                 |                                                     |
| 1810 | 1810                                                |                                                     | 482                                                 |                                                     |
| 1820 | 1820                                                |                                                     | 522                                                 |                                                     |
| 1830 | 1830                                                |                                                     | 556                                                 |                                                     |
| 1840 | 1840                                                |                                                     | 589                                                 |                                                     |
| 1850 | 1850                                                |                                                     | 624                                                 |                                                     |
| 1860 | 1860                                                |                                                     | 635                                                 |                                                     |
| 1870 | 1870                                                |                                                     | 667                                                 |                                                     |
| 1880 | 1880                                                |                                                     | 682                                                 |                                                     |
| 1890 | 1890                                                |                                                     | 629                                                 |                                                     |
| 1900 | 1900                                                |                                                     | 662                                                 |                                                     |
| 1910 | 1910                                                |                                                     | 684                                                 |                                                     |
| 1920 | 1920                                                |                                                     | 754                                                 |                                                     |
| 1930 | 1930                                                |                                                     | 755                                                 |                                                     |
| 1940 | 1940                                                |                                                     | 747                                                 |                                                     |
| 1950 | 1950                                                |                                                     | 794                                                 |                                                     |
| 1960 | 1960                                                |                                                     | 839                                                 |                                                     |
| 1970 | 1970                                                |                                                     | 889                                                 |                                                     |
| 1980 | 1980                                                |                                                     | 1 045                                               |                                                     |
| 1990 | 1990                                                |                                                     | 1 094                                               |                                                     |
| Anm: Källor: Umeå universitet - Tabellverket 1749-1859, Demografiska databasen, CEDAR, Umeå universitet |                                                     |                                                     |                                                     |                                                     |